# Elecciones al Parlamento de las Islas Baleares de 1991
Las Elecciones al Parlamento de las Islas Baleares de 1991 se celebraron día 21 de mayo, junto con las elecciones municipales. 
Se afrontaban con el Partido Popular coaligado en Mallorca con su socio de gobierno, Unión Mallorquina, que sumaban 25 y 4 diputados. No sumaban mayoría, pero el diputado del CDS Carles Ricci pasó al grupo mixto y dio estabilidad al gobierno conservador. En cuanto a los Consejos Insulares, los socialistas sólo controlaban Menorca, mientras que en Mallorca y en Ibiza y Formentera, el gobierno era de los populares.

## Resultados
| ← Elecciones al Parlamento de las Islas Baleares de 1991 → | |                                |         |       |         |      |
| Presidente y gobierno | Partido / Coalición                                                                                 | Candidato                      | Votos   | %     | Escaños | +/-  |
| - Presidente: Gabriel Cañellas - Gobierno: PP-UM - Censo: 565.554 - Votantes: 341.500(60,4%) - Abstención: 224.054 (39,6%) - Válidos: 339.400 - A candidatura: 330.600 (99,1%) | Coalición Partido Popular-Unió Mallorquina (PP-UM)                                                  | Gabriel Cañellas               | 160.650 | 47,82 | 31 a    | +2 b |
| - Presidente: Gabriel Cañellas - Gobierno: PP-UM - Censo: 565.554 - Votantes: 341.500(60,4%) - Abstención: 224.054 (39,6%) - Válidos: 339.400 - A candidatura: 330.600 (99,1%) | Partit dels Socialistes de les Illes Balears-PSOE                                                   | Francesc Obrador               | 102.161 | 30,41 | 21      | =    |
| - Presidente: Gabriel Cañellas - Gobierno: PP-UM - Censo: 565.554 - Votantes: 341.500(60,4%) - Abstención: 224.054 (39,6%) - Válidos: 339.400 - A candidatura: 330.600 (99,1%) | Partit Socialista de Mallorca - Nacionalistes de Mallorca (PSM-NM)                                  | Mateu Morro                    | 22.518  | 6,7   | 3       | +1   |
| - Presidente: Gabriel Cañellas - Gobierno: PP-UM - Censo: 565.554 - Votantes: 341.500(60,4%) - Abstención: 224.054 (39,6%) - Válidos: 339.400 - A candidatura: 330.600 (99,1%) | Entesa de l'Esquerra de Menorca (PSM-EU) - Partit Socialista de Menorca - Esquerra Unida de Menorca | Joan Francesc López Casasnovas | 4.653   | 1,39  | 2       | =    |
| - Presidente: Gabriel Cañellas - Gobierno: PP-UM - Censo: 565.554 - Votantes: 341.500(60,4%) - Abstención: 224.054 (39,6%) - Válidos: 339.400 - A candidatura: 330.600 (99,1%) | Unió Independent de Mallorca (UIM)                                                                  | Miquel Pascual Amorós          | 8.431   | 2,51  | 1       | +1   |
| - Presidente: Gabriel Cañellas - Gobierno: PP-UM - Censo: 565.554 - Votantes: 341.500(60,4%) - Abstención: 224.054 (39,6%) - Válidos: 339.400 - A candidatura: 330.600 (99,1%) | Federación Independientes de Ibiza y Formentera (FIEF)                                              | Cosme Vidal Juan               | 2.483   | 0,74  | 1       | +1   |
| - Presidente: Gabriel Cañellas - Gobierno: PP-UM - Censo: 565.554 - Votantes: 341.500(60,4%) - Abstención: 224.054 (39,6%) - Válidos: 339.400 - A candidatura: 330.600 (99,1%) | Centro Democrático y Social (CDS)                                                                   | Francesc Quetglas Rosanes      | 9.934   | 2,96  | 0       | -5   |
| - Presidente: Gabriel Cañellas - Gobierno: PP-UM - Censo: 565.554 - Votantes: 341.500(60,4%) - Abstención: 224.054 (39,6%) - Válidos: 339.400 - A candidatura: 330.600 (99,1%) | Izquierda Unida (IU)                                                                                |                                | 7.739   | 2,30  | 0       |      |
| - Presidente: Gabriel Cañellas - Gobierno: PP-UM - Censo: 565.554 - Votantes: 341.500(60,4%) - Abstención: 224.054 (39,6%) - Válidos: 339.400 - A candidatura: 330.600 (99,1%) | Els Verds (EV)                                                                                      |                                | 7.185   | 2,14  | 0       |      |
| - Presidente: Gabriel Cañellas - Gobierno: PP-UM - Censo: 565.554 - Votantes: 341.500(60,4%) - Abstención: 224.054 (39,6%) - Válidos: 339.400 - A candidatura: 330.600 (99,1%) | Convergència Balear (CB)                                                                            |                                | 5.511   | 1,64  | 0       |      |
| - Presidente: Gabriel Cañellas - Gobierno: PP-UM - Censo: 565.554 - Votantes: 341.500(60,4%) - Abstención: 224.054 (39,6%) - Válidos: 339.400 - A candidatura: 330.600 (99,1%) | Entendimiento Nacionalista y Ecologista de Ibiza (ENE)                                              |                                | 1.411   | 0,42  | 0       |      |
| - Presidente: Gabriel Cañellas - Gobierno: PP-UM - Censo: 565.554 - Votantes: 341.500(60,4%) - Abstención: 224.054 (39,6%) - Válidos: 339.400 - A candidatura: 330.600 (99,1%) | Grupo Independientes de Formentera (GIF)                                                            |                                | 692     | 0,21  | 0       |      |
| - Presidente: Gabriel Cañellas - Gobierno: PP-UM - Censo: 565.554 - Votantes: 341.500(60,4%) - Abstención: 224.054 (39,6%) - Válidos: 339.400 - A candidatura: 330.600 (99,1%) | Unió Progressista de Menorca (UPM)                                                                  |                                | 624     | 0,19  | 0       |      |
| - Presidente: Gabriel Cañellas - Gobierno: PP-UM - Censo: 565.554 - Votantes: 341.500(60,4%) - Abstención: 224.054 (39,6%) - Válidos: 339.400 - A candidatura: 330.600 (99,1%) | Falange Española de las JONS (FE-JONS)                                                              |                                | 596     | 0,18  | 0       |      |
| - Presidente: Gabriel Cañellas - Gobierno: PP-UM - Censo: 565.554 - Votantes: 341.500(60,4%) - Abstención: 224.054 (39,6%) - Válidos: 339.400 - A candidatura: 330.600 (99,1%) | Coalición Alianza por la República (AR)                                                             |                                | 559     | 0,17  | 0       |      |
| - Presidente: Gabriel Cañellas - Gobierno: PP-UM - Censo: 565.554 - Votantes: 341.500(60,4%) - Abstención: 224.054 (39,6%) - Válidos: 339.400 - A candidatura: 330.600 (99,1%) | Partido Radical Balear (PRB)                                                                        |                                | 546     | 0,16  | 0       |      |
| - Presidente: Gabriel Cañellas - Gobierno: PP-UM - Censo: 565.554 - Votantes: 341.500(60,4%) - Abstención: 224.054 (39,6%) - Válidos: 339.400 - A candidatura: 330.600 (99,1%) | Plataforma Unitaria de Izquierdas (PUI)                                                             |                                | 255     | 0,08  | 0       |      |
| - Presidente: Gabriel Cañellas - Gobierno: PP-UM - Censo: 565.554 - Votantes: 341.500(60,4%) - Abstención: 224.054 (39,6%) - Válidos: 339.400 - A candidatura: 330.600 (99,1%) | Partido Comunista de los Pueblos de España (PCPE)                                                   |                                | 8       | 0,00  | 0       |      |
| - Presidente: Gabriel Cañellas - Gobierno: PP-UM - Censo: 565.554 - Votantes: 341.500(60,4%) - Abstención: 224.054 (39,6%) - Válidos: 339.400 - A candidatura: 330.600 (99,1%) | En blanco                                                                                           | N/A                            | 3.444   | 1,0   | N/A     | N/A  |
| - Presidente: Gabriel Cañellas - Gobierno: PP-UM - Censo: 565.554 - Votantes: 341.500(60,4%) - Abstención: 224.054 (39,6%) - Válidos: 339.400 - A candidatura: 330.600 (99,1%) | Nulos                                                                                               | N/A                            |         |       | N/A     | N/A  |

a De los cuales 29 del PP y 2 de UM.

b Sobre la suma de AP-PL y UM en 1987.

## Resultados por circunscripciones

### Mallorca
| ← Elecciones al Parlamento de las Islas Baleares, Mallorca →       |         |       |         |      |
| Circunscripción de Mallorca (33 escaños)                           |         |       |         |      |
| Partido                                                            | Votos   | %     | Escaños | Dif. |
| Partido Popular-Unió Mallorquina (PP-UM)                           | 130.275 | 47,52 | 18      | +1 a |
| Partido Socialista de las Islas Baleares-PSOE                      | 80.569  | 29,39 | 11      | =    |
| Partit Socialista de Mallorca - Nacionalistes de Mallorca (PSM-NM) | 22.522  | 8,21  | 3       | +1   |
| Unió Independent de Mallorca (UIM)                                 | 8.429   | 3,07  | 1       | +1   |
| Centro Democrático y Social (CDS)                                  | 8.137   | 2,97  |         | -3   |
| Els Verds (ELS VERDS)                                              | 7.205   | 2,63  |         |      |
| Esquerra Unida (EU-IU)                                             | 7.006   | 2,56  |         |      |
| Convergència Balear (CB)                                           | 5.513   | 2,01  |         |      |
| Falange Española de las JONS (FE-JONS)                             | 600     | 0,22  |         |      |
| Coalición Alianza por la República (AR)                            | 586     | 0,21  |         |      |
| Partido Radical Balear (PRB)                                       | 549     | 0,20  |         |      |
| Votos en blanco                                                    | 2.772   | 1,01  |         |      |

a Respecto a la suma de PP y UM en 1987.

### Menorca
| ← Elecciones al Parlamento de les Illes Balears, Menorca → |        |       |         |      |
| Circunscripción de Menorca (12 escaños)                    |        |       |         |      |
| Partido                                                    | Votos  | %     | Escaños | Dif. |
| Partido Popular (PP)                                       | 14.901 | 45,11 | 6       | +1   |
| Partido Socialista de las Islas Baleares-PSOE              | 11.109 | 33,63 | 5       | =    |
| Entesa de l'Esquerra de Menorca (EEM)                      | 4.654  | 14,09 | 2       | =    |
| Centro Democrático y Social (CDS)                          | 1.357  | 4,11  |         | -1   |
| Unió Progressista de Menorca (UPM)                         | 624    | 1,89  |         |      |
| Votos en blanco                                            | 390    | 1,18  |         |      |

### Ibiza
| ← Elecciones al Parlamento de las Islas Baleares, Ibiza → |        |       |         |      |
| Circunscripción de Ibiza (12 escaños)                     |        |       |         |      |
| Partido                                                   | Votos  | %     | Escaños | Dif. |
| Partido Popular (PP)                                      | 14.656 | 49,49 | 7       | =    |
| Partido Socialista de las Islas Baleares-PSOE (PSIB-PSOE) | 9.422  | 31,82 | 4       | =    |
| Federación Independientes de Ibiza y Formentera (FIEF)    | 2.468  | 8,33  | 1       | +1   |
| Entendimiento Nacionalista y Ecologista de Ibiza (ENE)    | 1.392  | 4,70  |         |      |
| Esquerra Unida (EU-IU)                                    | 735    | 2,48  |         |      |
| Centro Democrático y Social (CDS)                         | 444    | 1,50  |         | -1   |
| Plataforma Unitaria de Izquierdas (PUI)                   | 259    | 0,87  |         |      |
| Votos en blanco                                           | 237    | 0,80  |         |      |

### Formentera
| ← Elecciones al Parlamento de las Islas Baleares, Formentera → |       |       |         |      |
| Circunscripción de Formentera (1 escaño)                       |       |       |         |      |
| Partido                                                        | Votos | %     | Escaños | Dif. |
| Partido Socialista de las Islas Baleares-PSOE (PSIB-PSOE)      | 960   | 40,39 | 1       | =    |
| Grupo Independiente de Formentera (GUIF)                       | 692   | 29,11 |         |      |
| Partido Popular (PP)                                           | 680   | 28,61 |         |      |
| Coalición Alianza por la República (AR)                        | 10    | 0,42  |         |      |
| Votos en blanco                                                | 35    | 1,47  |         |      |

### Elección e investidura del Presidente del Gobierno Balear
| Candidato                    | Fecha                                                   | Voto       |    |    | PSM-NM | PSM-EU |   | FIEF |   | Total |
| ---------------------------- | ------------------------------------------------------- | ---------- | -- | -- | ------ | ------ | - | ---- | - | ----- |
| Gabriel Cañellas (AP-PDP-UL) | 28 de junio de 1991 Mayoría requerida: Absoluta (30/59) | Sí         | 29 |    |        |        | 2 |      |   | 31/59 |
| Gabriel Cañellas (AP-PDP-UL) | 28 de junio de 1991 Mayoría requerida: Absoluta (30/59) | No         |    | 21 | 3      | 2      |   |      |   | 26/59 |
| Gabriel Cañellas (AP-PDP-UL) | 28 de junio de 1991 Mayoría requerida: Absoluta (30/59) | Abstención |    |    |        |        |   | 1    | 1 | 2/59  |